# قناة أيون البوتاسيوم الداخلي المعدل
قناة أيون البوتاسيوم الداخلي المعدل أو قناة أيونات البوتاسيوم ذات الانتقائية بالاتجاه الداخلي (بالإنجليزية: Inward-rectifier potassium ion channel)‏ هي مجموعة فرعية مُعينة من قنوات الأيونية للبوتاسيوم الانتقائية. حتى الآن، وقد تم تحديد 7 تحت العوائل في مُختلف أنواع الخلايا الثديية.